# Artūrs Matisons
Artūrs Matisons (Valmiera, 6 de mayo de 1985) es un deportista letón que compitió en ciclismo en la modalidad de BMX. Ganó tres medallas en el Campeonato Europeo de Ciclismo BMX entre los años 2006 y 2010.

## Palmarés internacional
| Campeonato Europeo | Campeonato Europeo    | Campeonato Europeo | Campeonato Europeo |
| Año                | Lugar                 | Medalla            | Competición        |
| ------------------ | --------------------- | ------------------ | ------------------ |
| 2006               | Cheddar (Reino Unido) | Medalla de oro     | Carrera            |
| 2007               | Romans (Francia)      | Medalla de bronce  | Carrera            |
| 2010               | Sandnes (Noruega)     | Medalla de bronce  | Carrera            |